# 카이르완 대 모스크

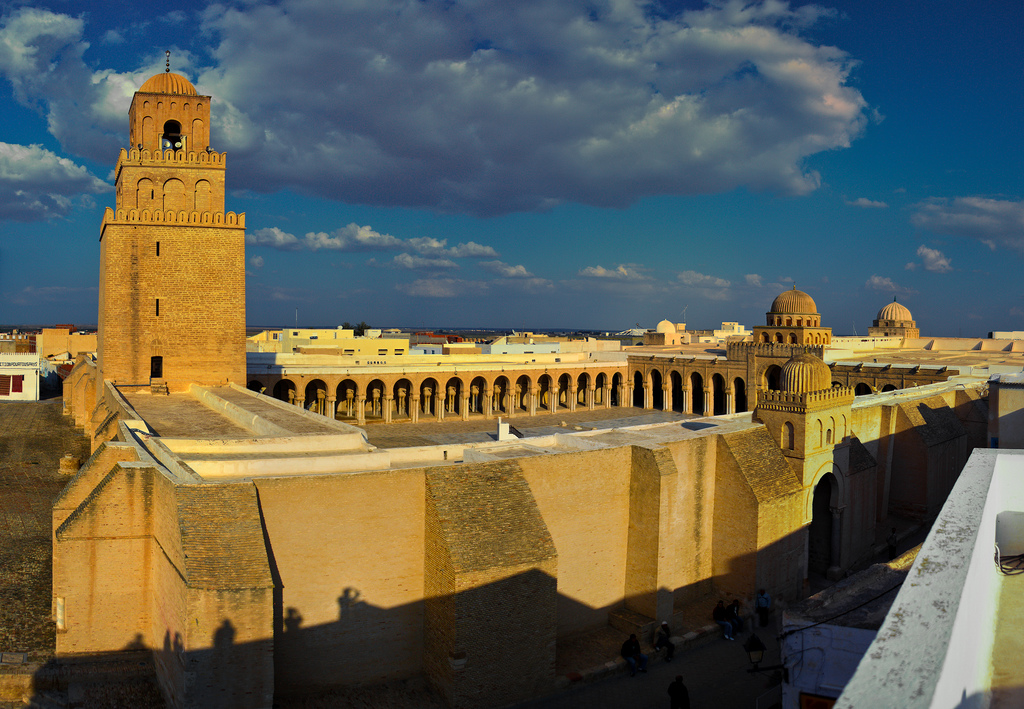
카이르완 대 모스크

카이르완 대 모스크(아랍어: جامع القيروان الأكبر)는 튀니지 카이르완에 있는 모스크이다. 670년 카이르완이 건립될 당시 우마이야 칼리파국의 장군 우크바 이븐 나피에 의해 세워졌으며, 690년경 베르베르인 점령 기간 동안 파괴되었으나 703년 가산족의 장군 하산 이븐 알누만에 의해 재건되었다.